# Cártama
Cártama è un comune spagnolo di 14 139 abitanti situato nella comunità autonoma dell'Andalusia.

## Geografia fisica
Il comune è attraversato dal fiume Guadalhorce.